# Moses Znaimer
Moses Znaimer est un producteur canadien né en 1942 à Kulob (Tadjikistan). Il est le cofondateur de la première chaîne de télé indépendante de Toronto, Citytv.

## Biographie
Après un court séjour à Shanghai, sa famille s'installa à Montréal en 1948. Il étudia à l'université McGill et obtint un diplôme en philosophie et en sciences politiques. Il poursuivit ses études à l'université Harvard de Boston et obtint une maîtrise en étude gouvernementale.
Sa carrière dans le domaine télévisuel débuta au début des années 60 à la CBC. Il fit sa marque en agissant comme coanimateur de l'émission Take Thirty avec Adrienne Clarkson et en animant l'émission radiophonique Cross Country Checkup. Quelques années plus tard il quitta le diffuseur public et en 1972 Citytv fut lancée. Les licences VHF étant toutes prises, la station diffusa sur la fréquence UHF.
En 1978 CHUM Limited achète Citytv.
Il a été cofondateur des stations de télé Much Music, Musique Plus, Bravo!, entre autres.
Il dirige et détient 63 % de ZoomerMedia.

## Filmographie

### comme producteur
- 1991 : Abraxas, Guardian of the Universe (en) de Damian Lee : Secundus' Answer Box (voix)
- 1983 : I Am a Hotel (TV)
- 1991 : Live at the El Mocambo: Stevie Ray Vaughan and Double Trouble (vidéo)
- 1997 : Space News (série TV)
- 1998 : American Whiskey Bar (TV)
- 2001 : Conspiracy Guy: Behind the Coat (TV)
- 2002 : Right On (série TV)